# Гвоздев, Алексей Алексеевич (политический деятель)
Алексей Алексеевич Гвоздев (3 сентября 1859 — не ранее 1917) — земский деятель, член Государственной думы I созыва от Тульской губернии.

## Биография
Алексей Гвоздев родился 3 сентября 1859 года; происходил из русского дворянского рода Гвоздевых. Выпускник медицинского факультета Московского университета. Стажировался у Луи Пастера, который подарил ему свой портрет маслом в роскошной раме. Был земским начальником в Крапивенском и Богородицком уездах, затем был избран Крапивенским уездным предводителем дворянства, на 1906 год имел чин коллежского советника. Состоял гласным Богородицкого уездного земского собрания.
Землевладелец (на 1913 год ему принадлежали 1200 родовых и 200 приобретённых десятин земли). В 1900—1910 годах владел усадьбой Богучарово. В имении было хорошо организованно полеводство, скотоводство, пчеловодство, плодоводство, а также практиковалось лесоразведение. На выборах выступал запасным кандидатом крайне правого Союза «За царя и порядок».
26 марта 1906 избран в Государственную думу I созыва от общего состава выборщиков Тульского губернского избирательного собрания. Входил во фракцию «Союза 17 октября». По данным трудовиков, опубликованным в их издании «Работы Первой Государственной Думы», входил во фракцию Мирного обновления. Выступил в Думе по поводу доклада Аграрной комиссии о правительственном сообщении по аграрному вопросу.
6 декабря 1906 года произведён в действительные статские советники и вскоре вышел в отставку. Позже занял пост директора Тульского дворянского пансиона-приюта. Занимал эту должность вплоть до 1917 года. Князь Михаил Владимирович Голицын (1873—1942) вспоминал: «В Туле был основан пансион для учащихся в Туле детей дворян, и это учреждение пользовалось хорошей репутацией под умелым директорством бывшего крапивенского предводителя дворянства А. А. Гвоздева». В эти годы избирался гласным Тульской городской думы.

## Награды
- Орден Святого Станислава 2-й ст. (1901)
- Орден Святой Анны 2-й ст. (1904)
- Орден Святого Владимира 3-й ст. (1914)